# Hamulec elektrowirowy
Hamulec elektrowirowy, wiroprądowy – jest jednym z podstawowych rodzajów hamulców silnikowych stosowanych obecnie na stanowiskach badawczych.

## Budowa
Najważniejszymi jego elementami są
- wirnik zębaty
- ułożyskowana obudowa
- cewki magnetyczne
- kanały wodne
- stojan hamulca

## Zasada działania
Hamulec jest połączony z silnikiem za pomocą wału ze sprzęgłem najczęściej automatycznym, zabezpieczającym przed przeciążeniami. Cewka zainstalowana w obudowie wytwarza pole magnetyczne, którego wartość można regulować ze stanowiska kontrolnego. Wirnik wykonany w postaci koła z zębami z materiału ferromagnetycznego obraca się z prędkością obrotową taką jak silnik. Prędkość obrotowa jest odczytywana za pomocą czujnika (np. hallotronowego). Moment hamujący wytwarzany jest przez oddziaływanie pola magnetycznego na zęby wirnika. Procesowi temu towarzyszy powstawanie dużych ilości ciepła, które odprowadza obieg wody. Moment odbierany silnikowi przekazywany jest na obudowę, która będąc ułożyskowana naciska na czujnik będący odsunięty od osi o znaną odległość. Układ kontrolny podaje wielkość momentu hamującego mnożąc siłę działającą na czujnik przez jego odsunięcie od osi.